# Nationaal Museum voor Antropologie

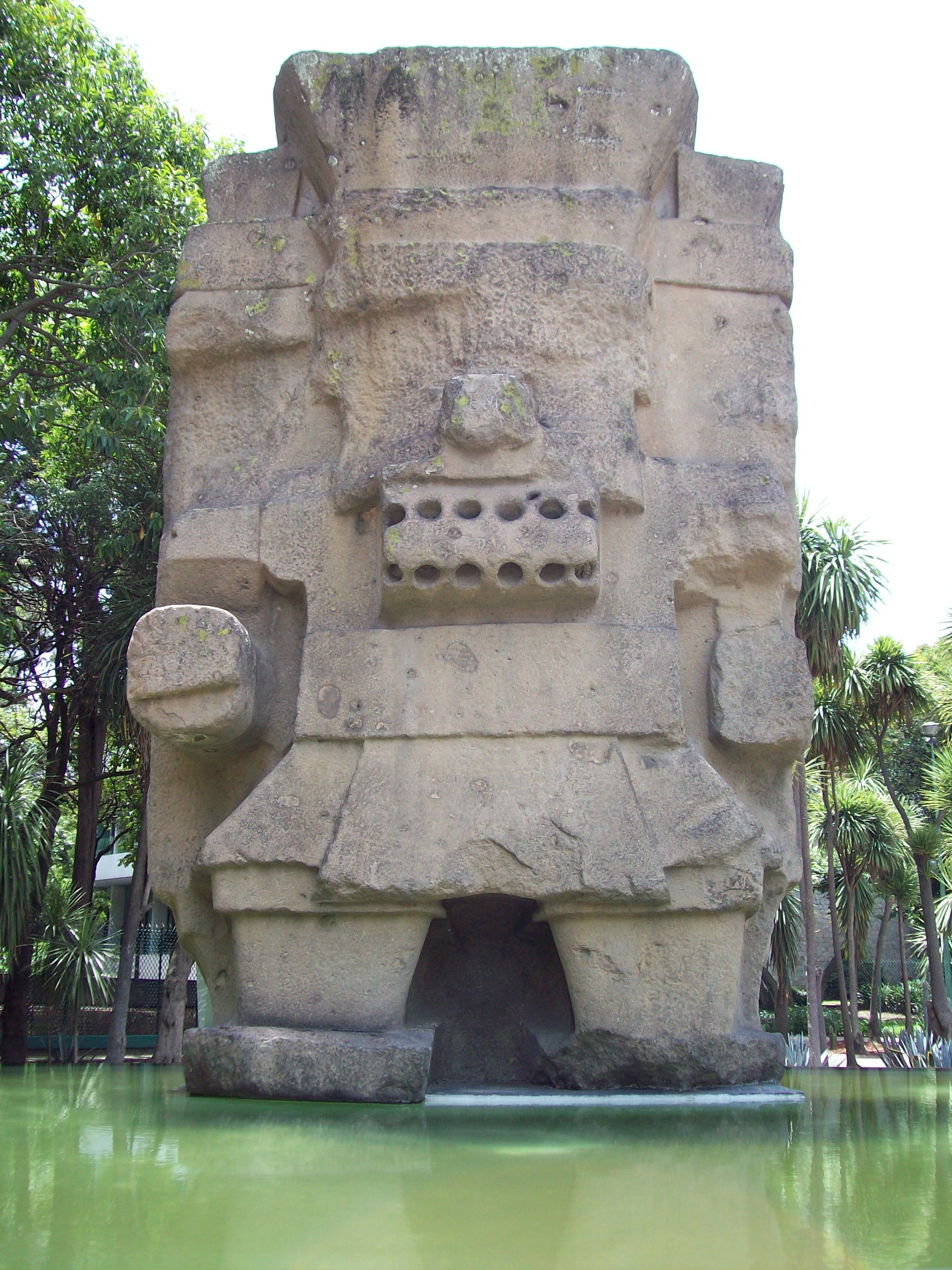
Het beeld van de Azteekse regengod Tlaloc bij de ingang van het museum

Het Nationaal Museum voor Antropologie (Spaans: Museo Nacional de Antropología) is een museum in Mexico-Stad. Het museum bevindt zich in het park van Chapultepec, in de gemeente Miguel Hidalgo. Het wordt door velen als het beste museum van Mexico gezien.
Het eerste archeologische museum in Mexico werd in 1790 geopend door Alexander von Humboldt. Vervolgens is het verschillende malen verplaatst en uitgebreid. Het huidige museum werd in 1964 geopend door president Adolfo López Mateos, minister Jaime Torres Bodet en burgemeester Ernesto P. Uruchurtu. Het museum heeft 23 zalen met een totale oppervlakte van 79.700 vierkante meter. Het antropologiemuseum is gewijd aan de precolumbiaanse geschiedenis van dat land, en bevat verschillende topstukken, waaronder de Azteekse Steen van de Zon, Olmeekse koppen uit Tabasco, schatten uit de cenotes van Chichén Itzá en een standbeeld van Tlaloc uit Teotihuacán. Verder bevinden zich er een replica van de tombe van Pacal de Grote, koning van Palenque, en de bekende wandschildering van Tenochtitlan door Dr. Atl. Ook is er een permanente tentoonstelling over het leven van de hedendaagse indiaanse bevolking van Mexico.

## Afbeeldingen

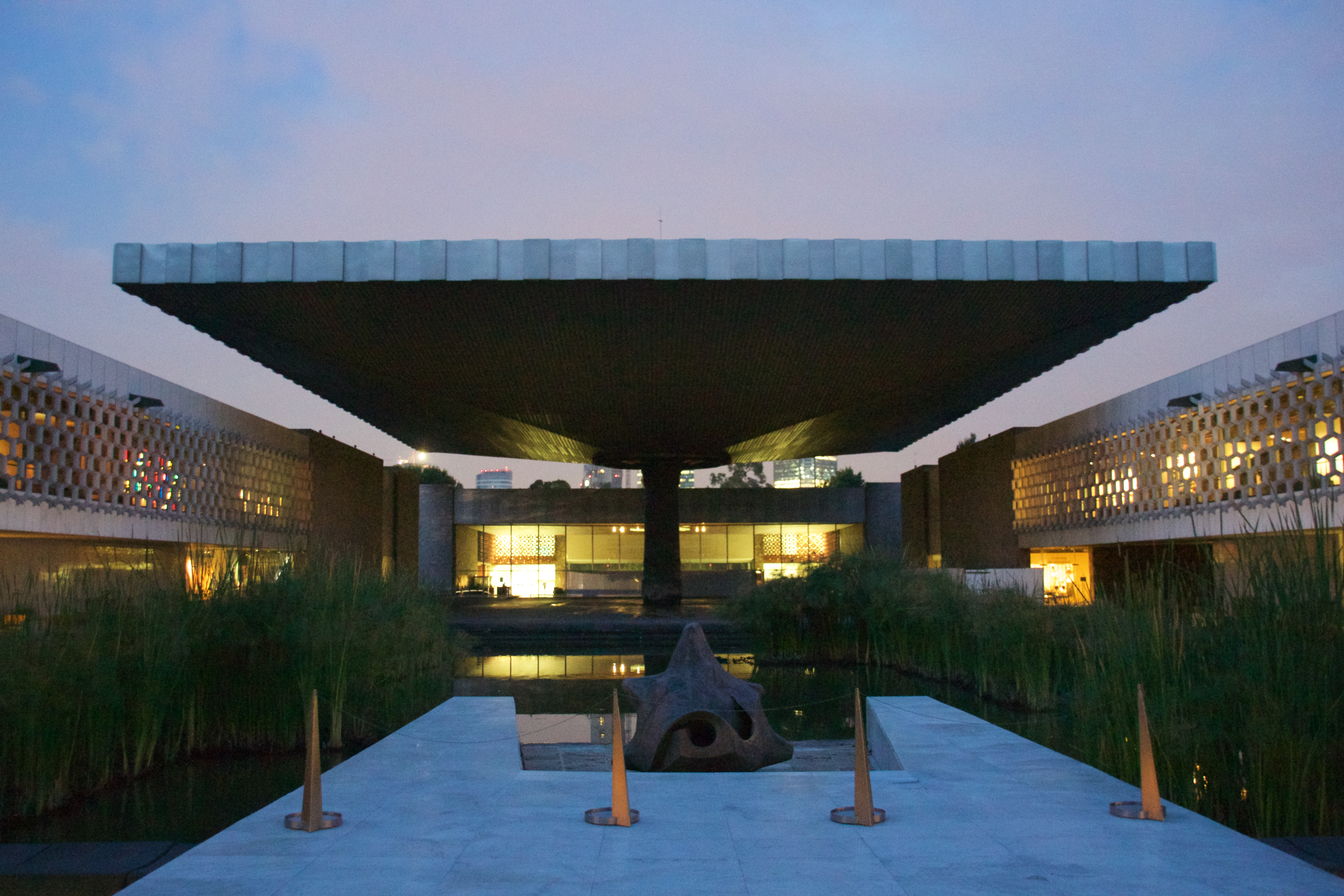
Centrale binnenplaats
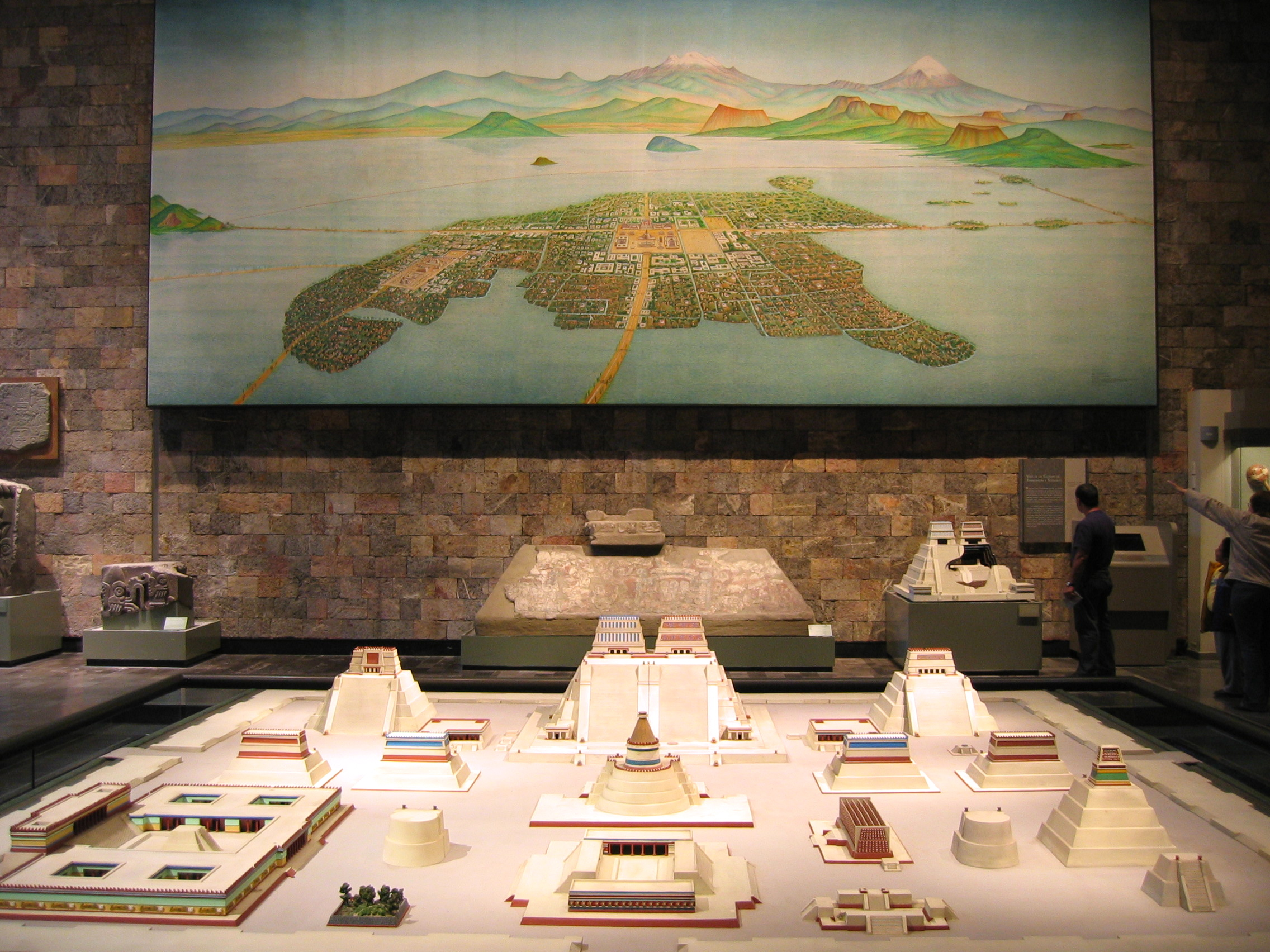
Tenochtitlan
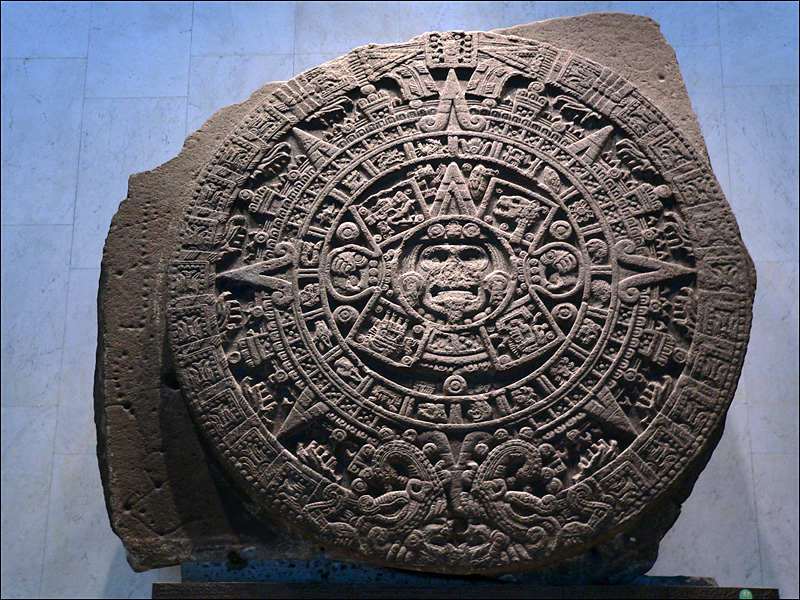
Steen van de Zon
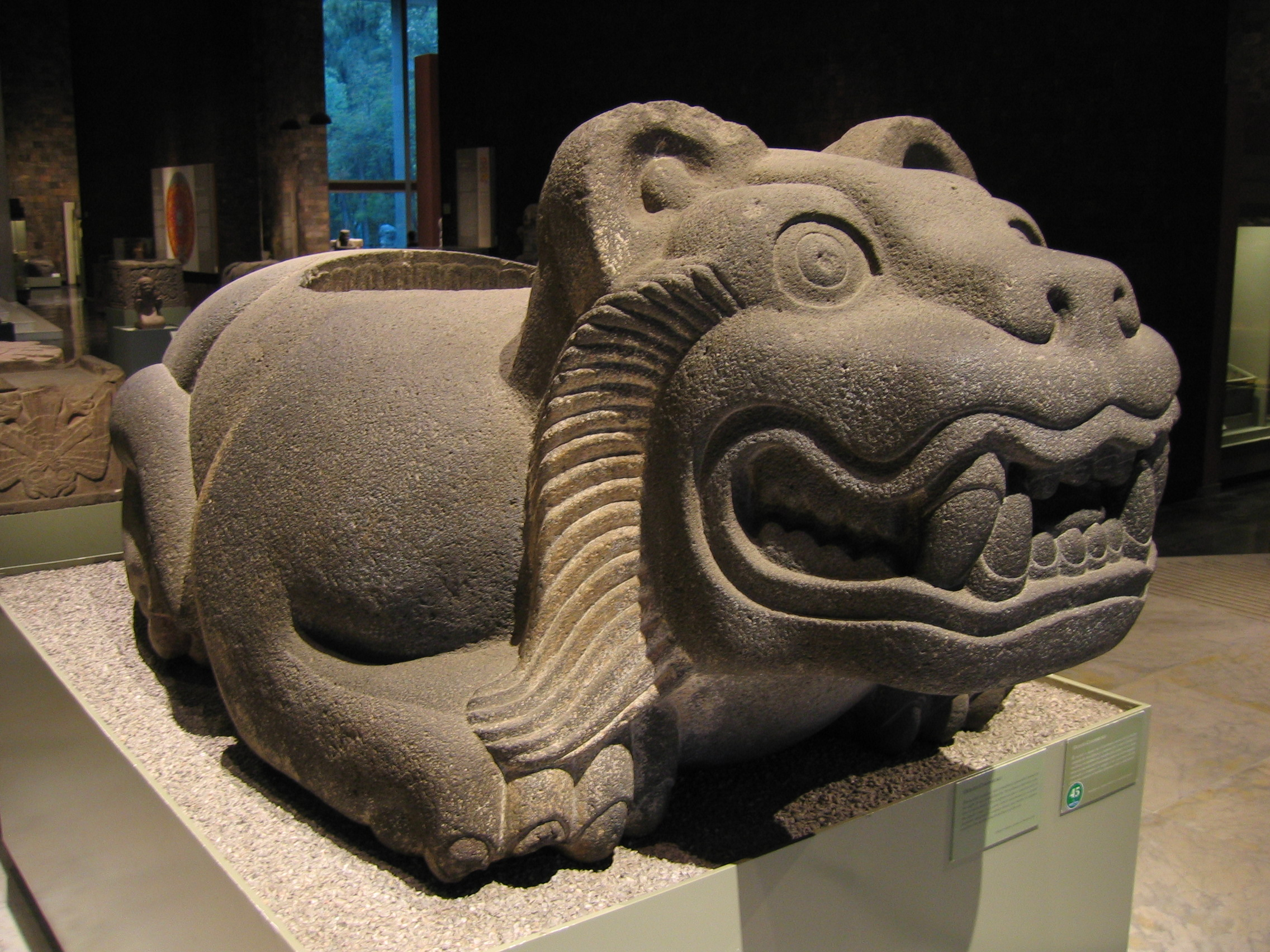
Ocelotl-Cuauhxicalli.
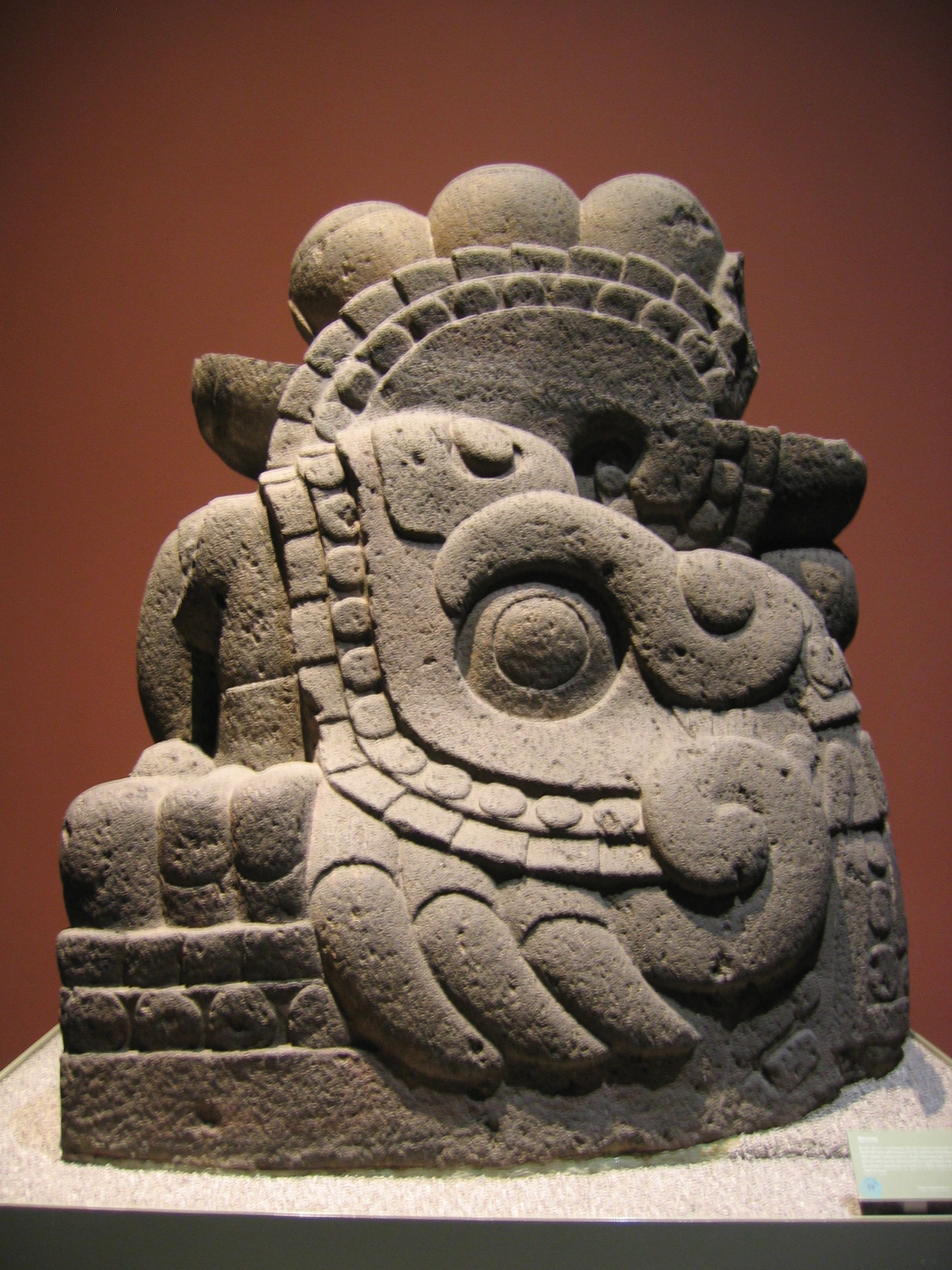
Xiuhcoatl
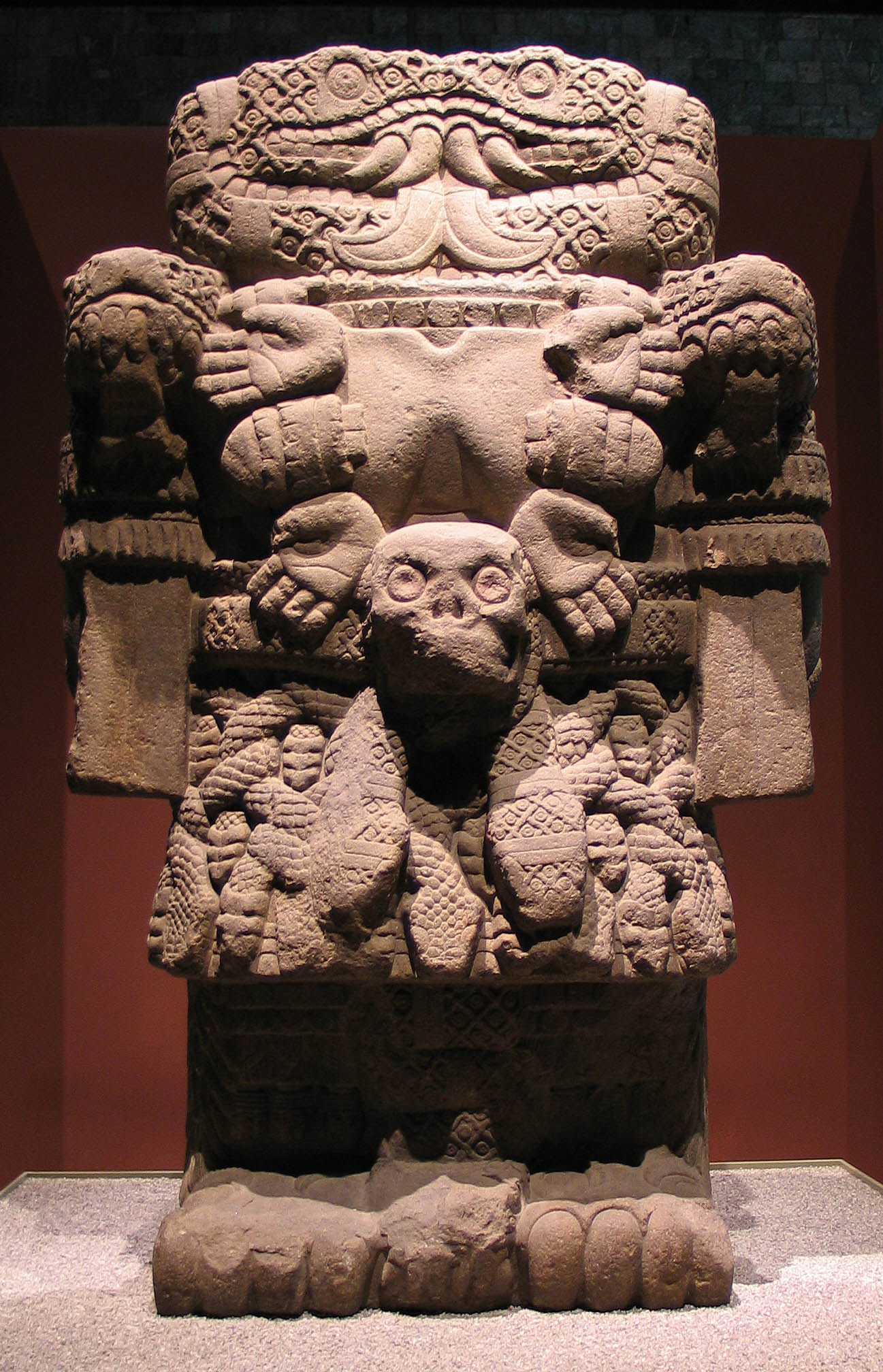
Coatlicue
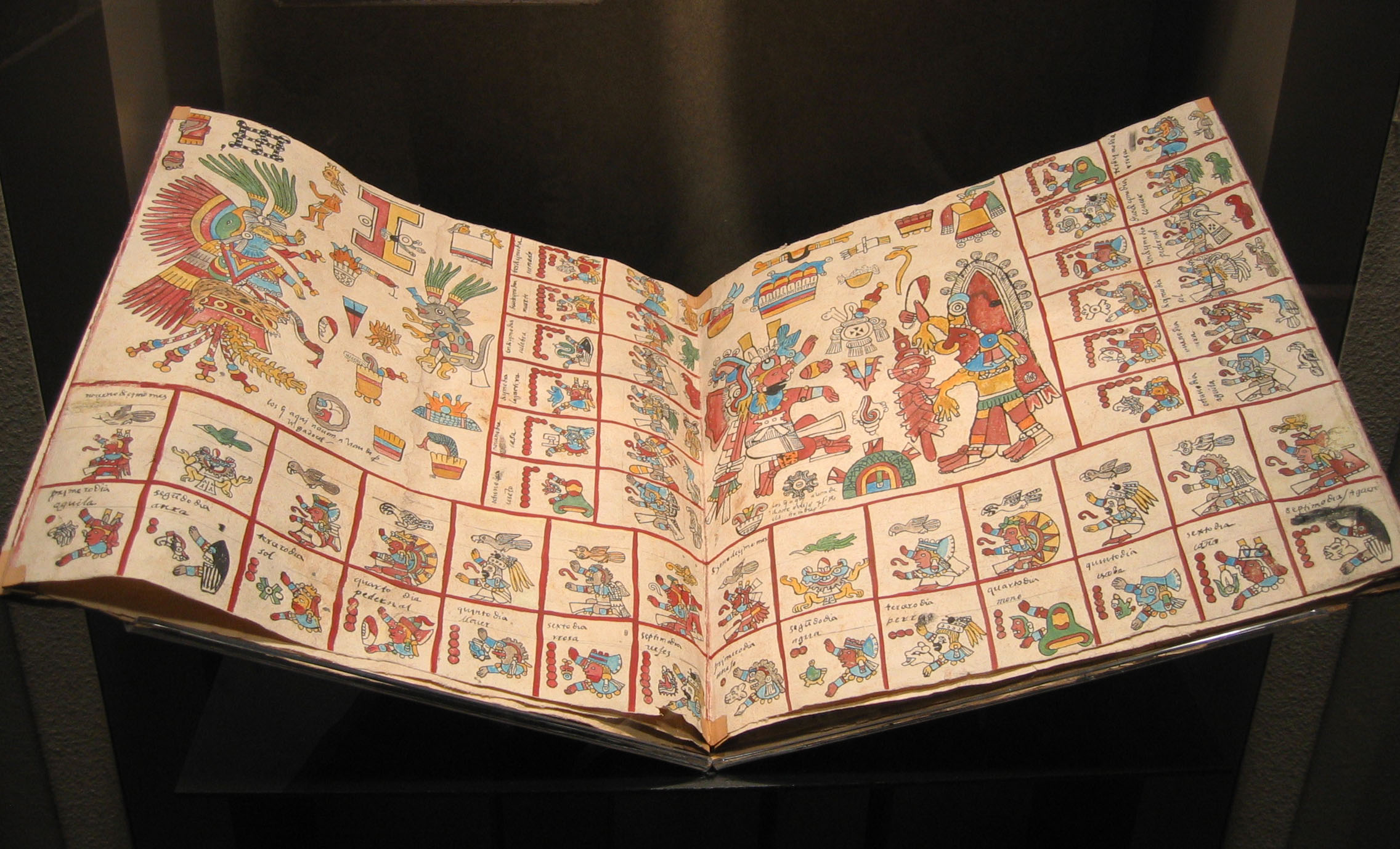
Azteekse codices, replica van de Codex Borbonicus
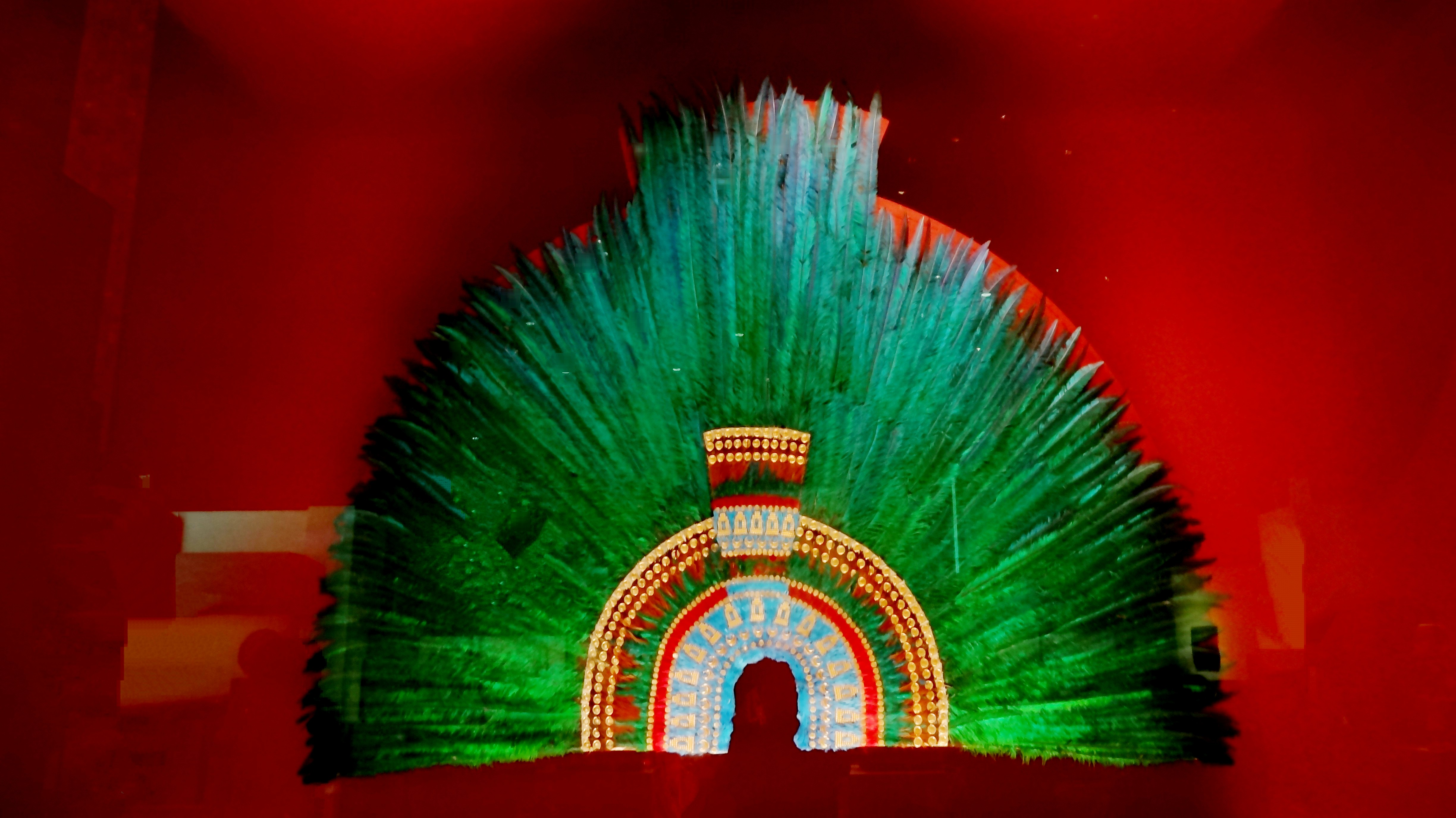
Hoofdtooi van Moctezuma
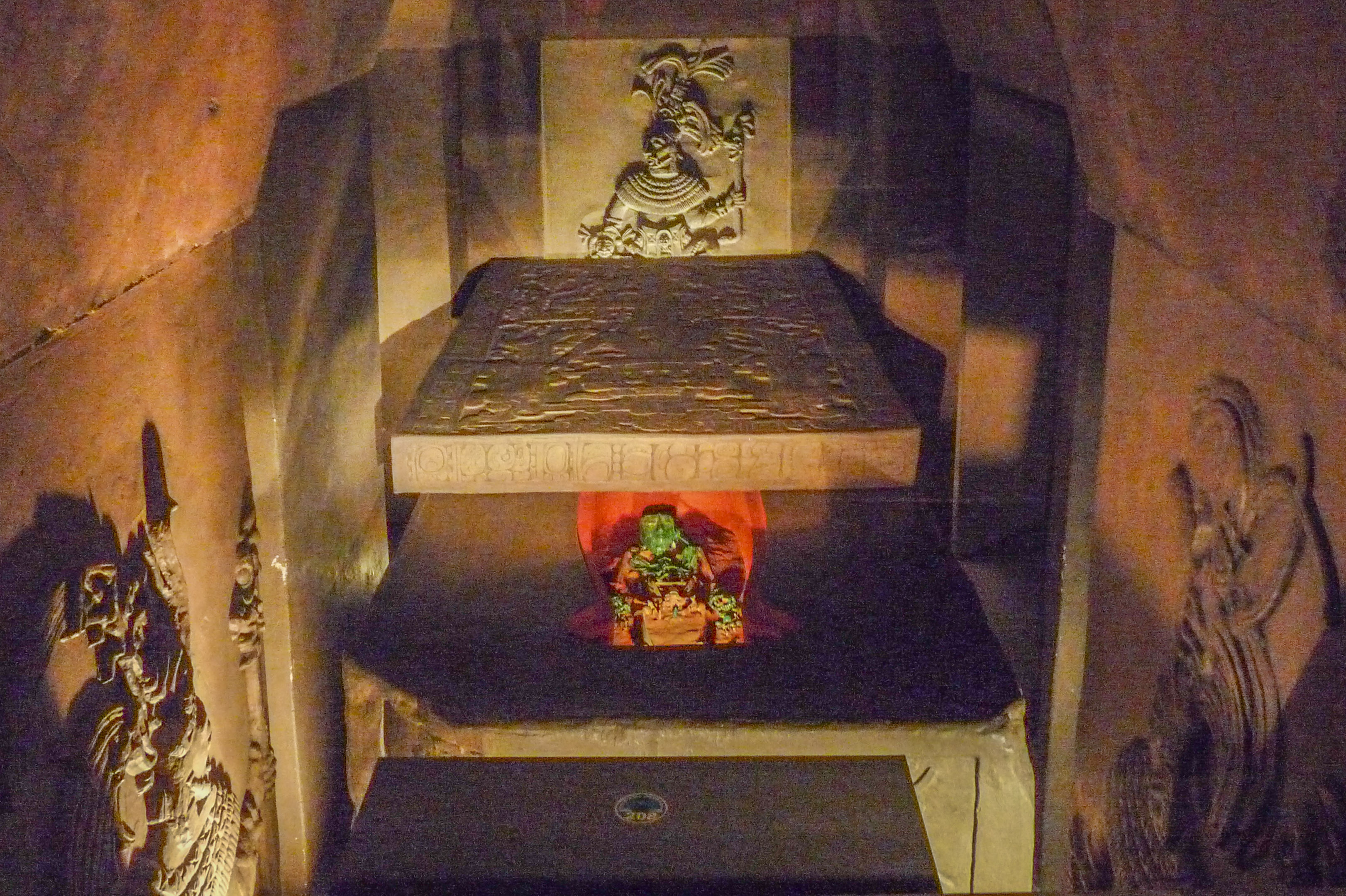
Reproductie van het graf van de heerser van Palenque, K'inich Janaab' Pakal
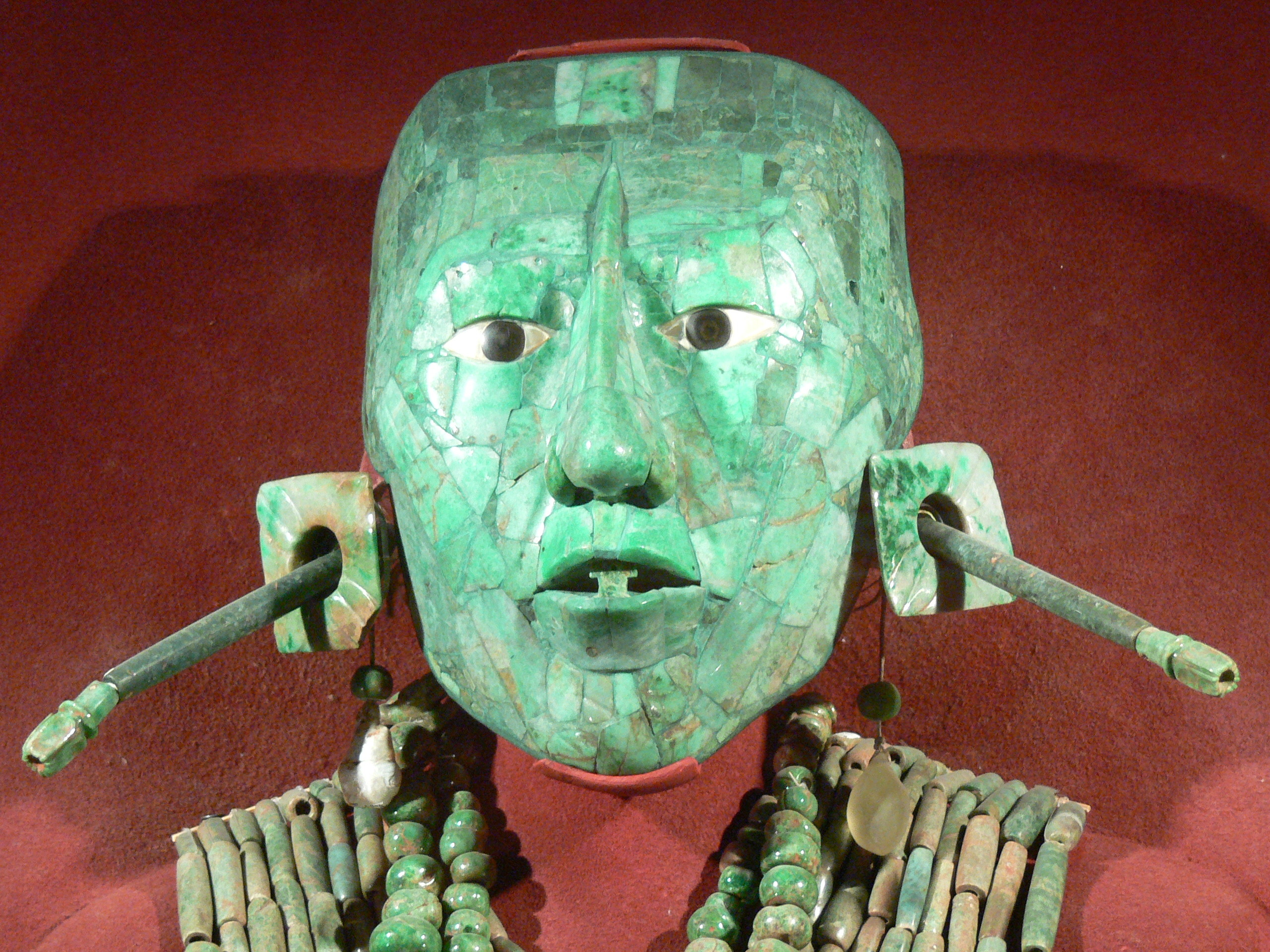
Masker van Pakal
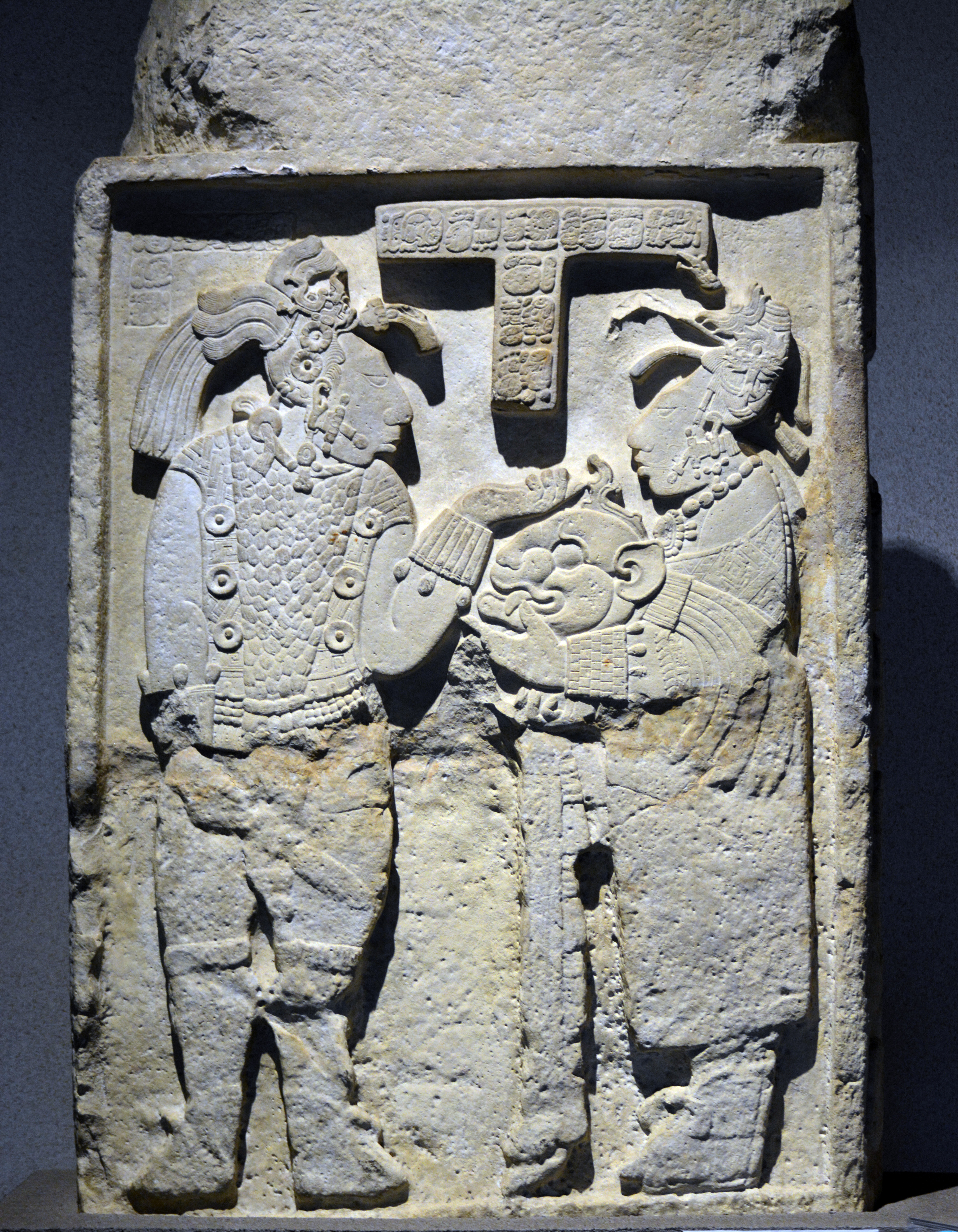
Dintel 26, Yaxchilán
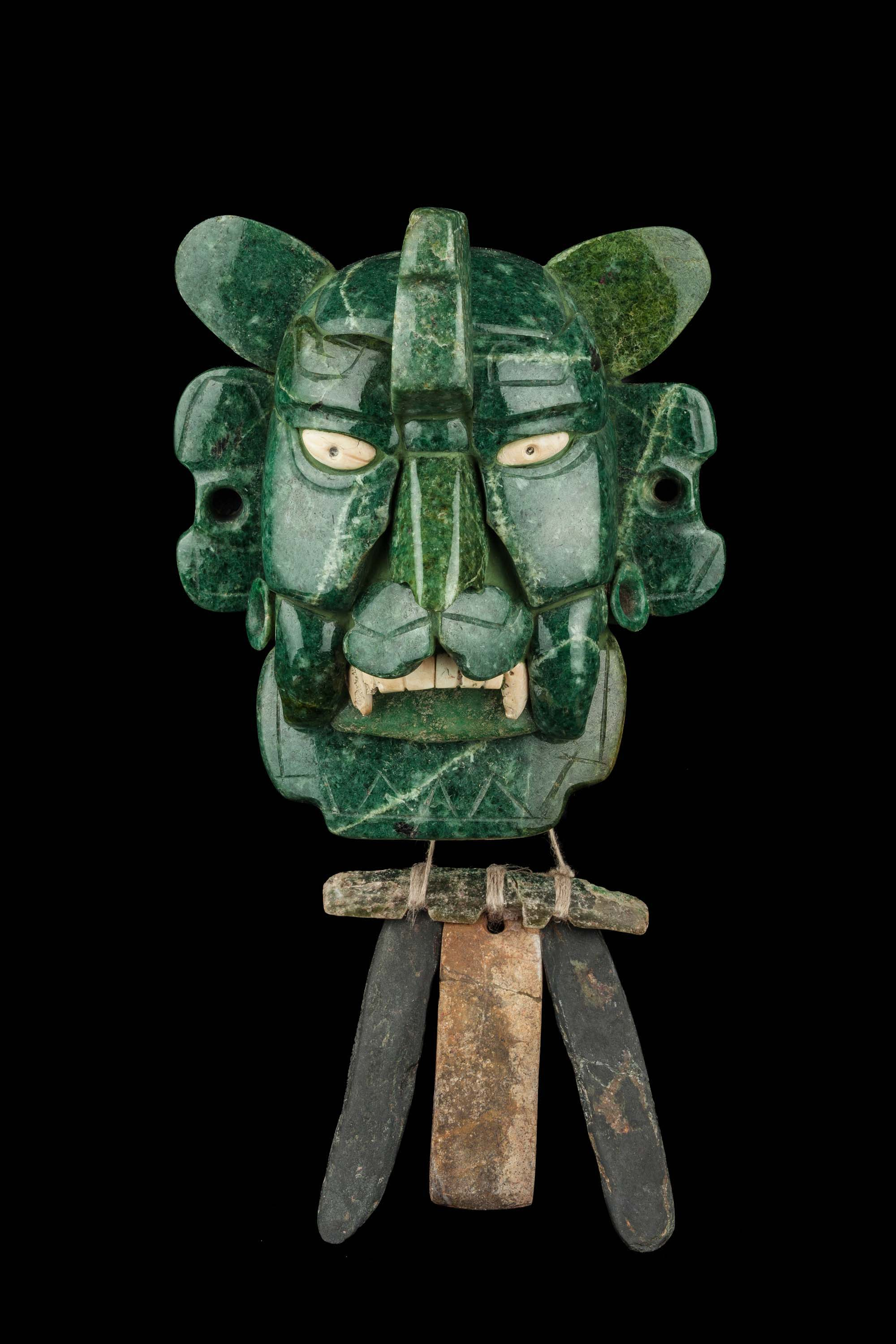
Zapotekenmasker van de knuppelgod
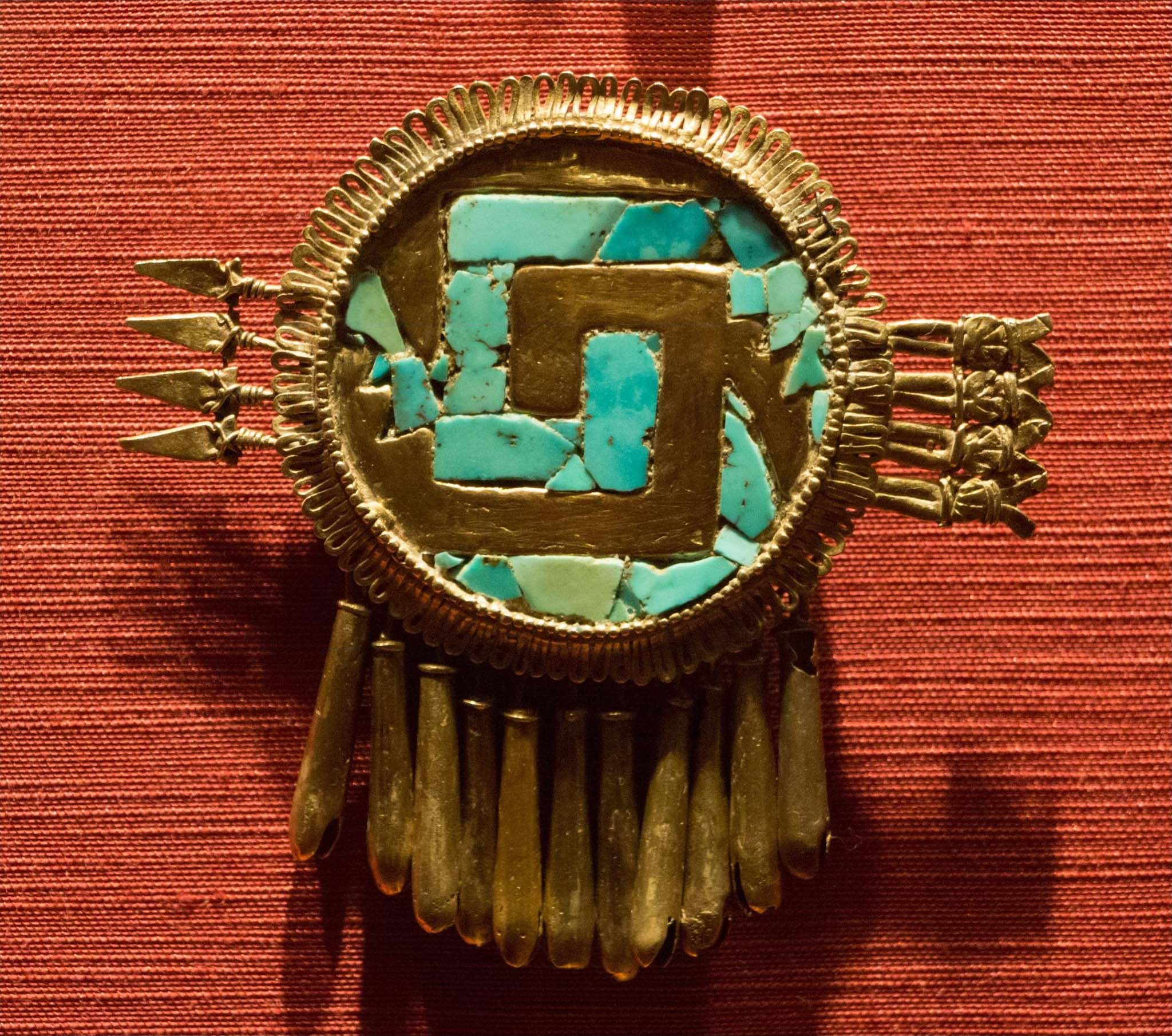
goud en turkoois borstschild  van Yanhuitlán
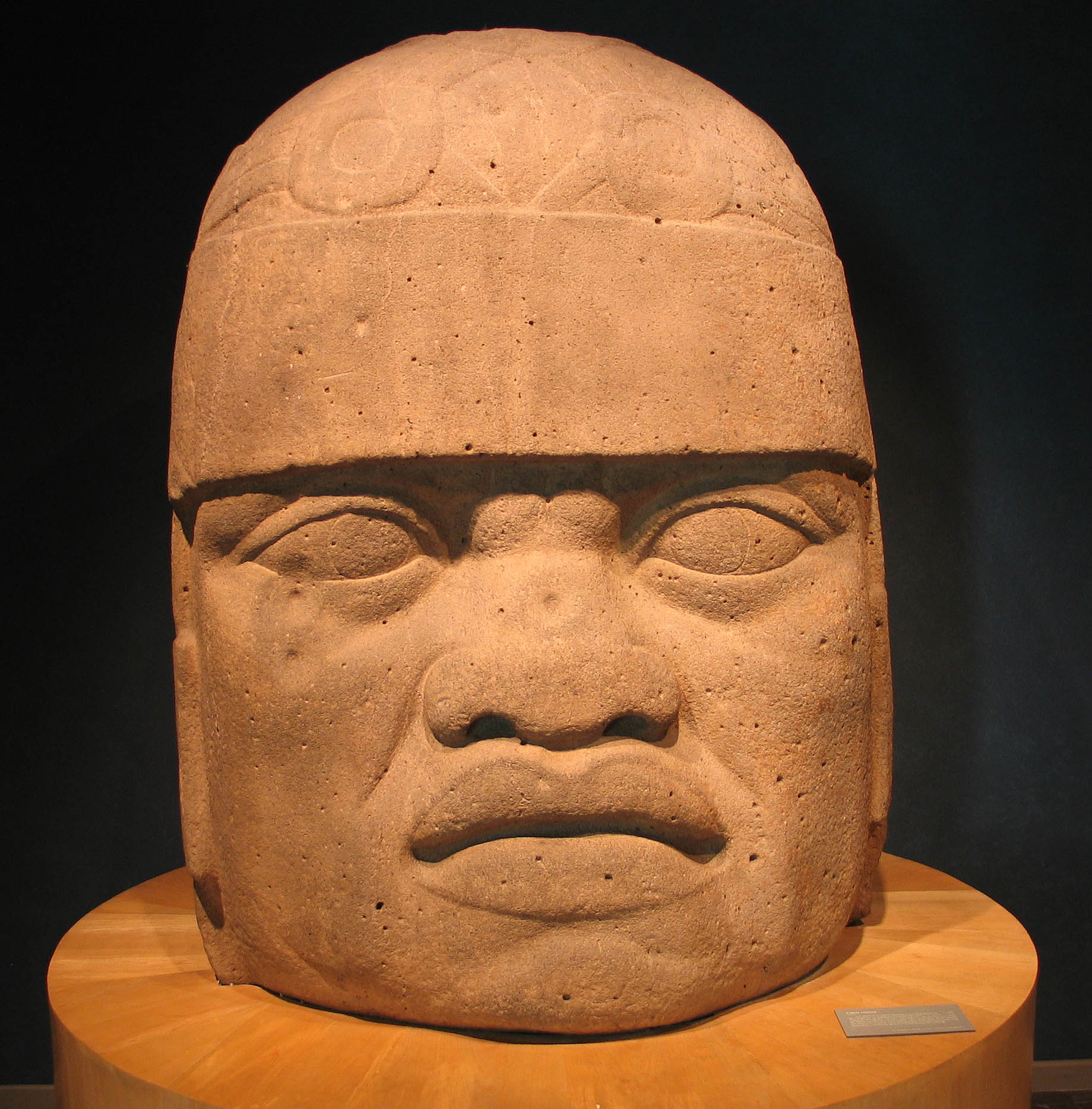
Olmeeks kolossaal hoofd
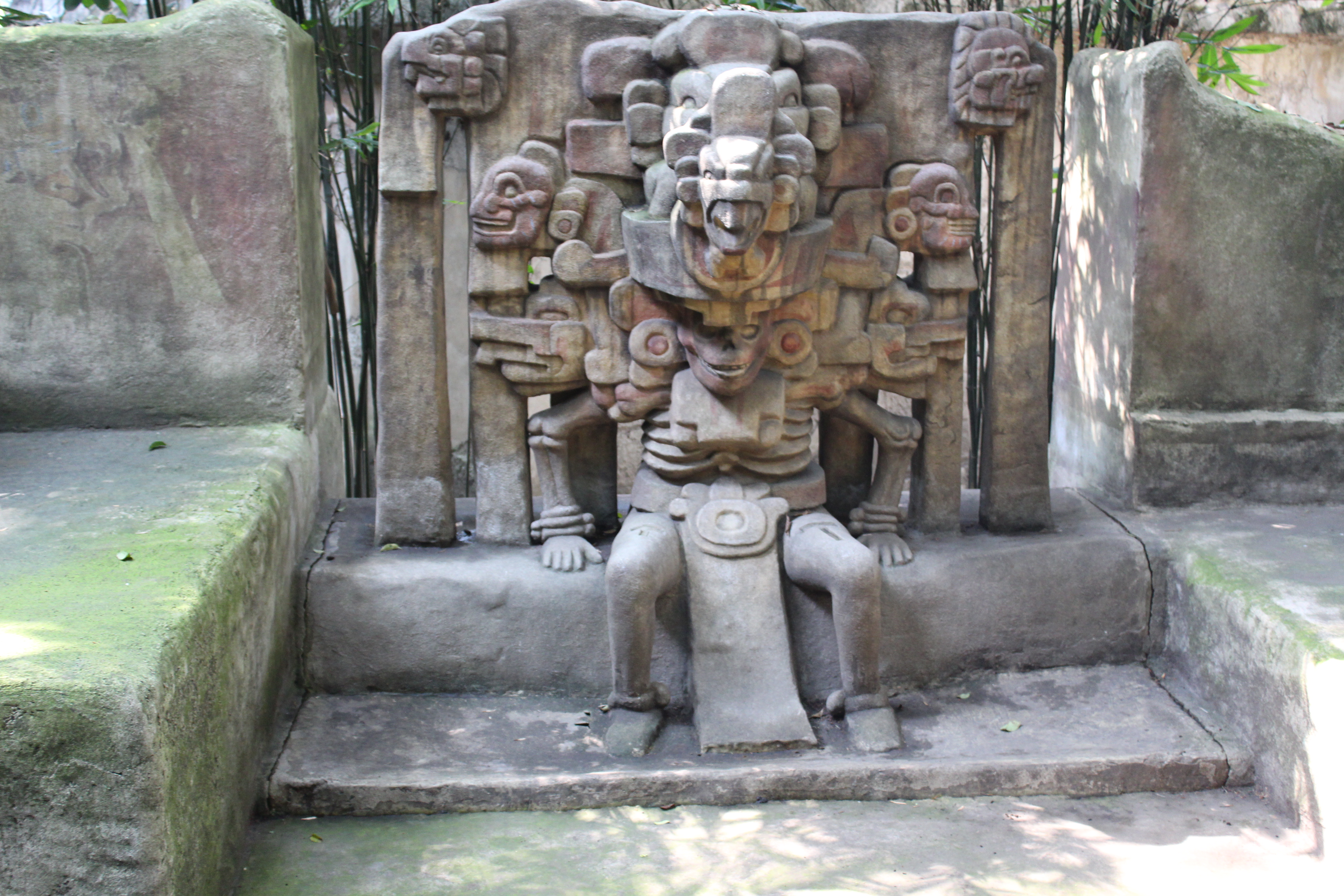
Mictlantecuhtli
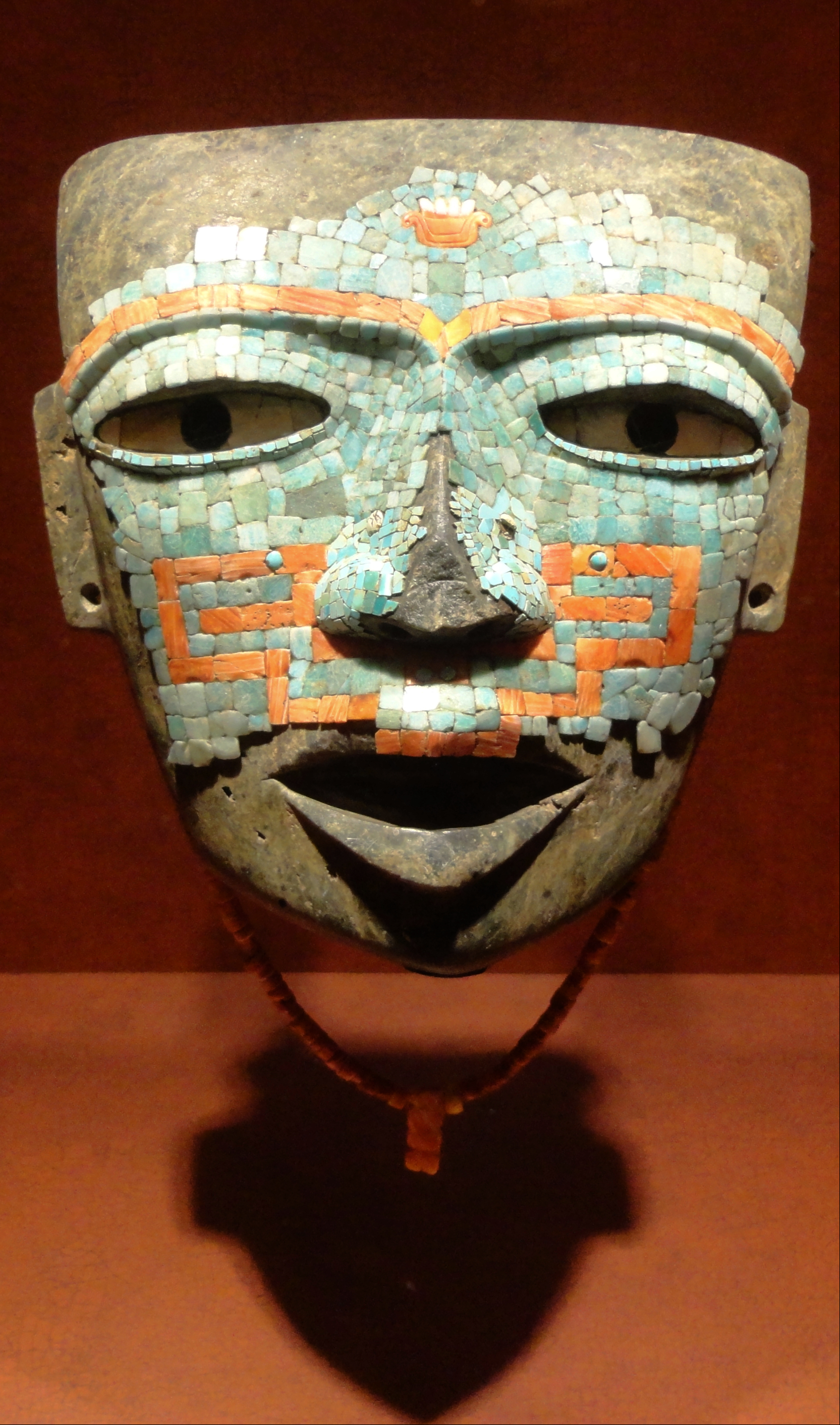
Masker van Malinaltepec